# Standard Luik in het seizoen 2002/03
In mei 2002 raakte bekend dat bondscoach Robert Waseige na het WK 2002 de nieuwe trainer van Standard Luik zou worden. Dominique D'Onofrio bleef assistent-coach, terwijl Michel Preud'homme de functie van technisch directeur kreeg. In februari 2003 werd algemeen directeur Alphonse Constantin opgevolgd door Pierre François.
Ook de spelerskern van de Rouches veranderde aanzienlijk. Standard nam in de zomer van 2002 afscheid van onder meer David Brocken, Robert Špehar, Didier Ernst, Laurent Wuillot en Jurgen Cavens. De huurlingen Fabián Carini en Fredrik Söderström waren de opvallendste nieuwkomers. In januari 2003 belandde ook de Noorse middenvelder Bjørn Helge Riise in Luik.
Maar Waseige kende een slechte start. De Rouches verloren in hun eerste competitiewedstrijd verrassend met 0-3 van Excelsior Moeskroen en speelden nadien 3-3 gelijk in tegen Sporting Charleroi. Op de derde speeldag kwam rivaal RSC Anderlecht op bezoek. De Brusselaars wonnen met 0-2, waardoor oud-bondscoach Waseige meteen onder druk kwam te staan. Toen Standard vervolgens ook van RAEC Mons en Club Brugge verloor, werd de 64-jarige trainer ontslagen. Assistent Dominique D'Onofrio werd benoemd als nieuwe hoofdcoach.
Onder D'Onofrio presteerde Standard aanvankelijk beter. Zo won de Luikse club onder meer met 1-5 op het veld van regerend kampioen KRC Genk en met 4-1 van AA Gent. Desondanks slaagden de Rouches er niet om terug bij de top aan te sluiten. Ook in de terugronde verloor Standard de toppers tegen Anderlecht en Club Brugge. Het team van D'Onofrio zou uiteindelijk op de zevende plaats eindigen, met net geen dertig punten achterstand op kampioen Club Brugge.
In de beker bereikte Standard de kwartfinale. Daarin werd het door latere winnaar La Louvière uitgeschakeld. Standard won de heenwedstrijd met 3-1, maar ging nadien in Henegouwen met 2-0 verliezen. Op basis van het aantal gescoorde uitdoelpunten mocht La Louvière naar de volgende ronde.

## Selectie
| Nr.           | Naam                 | Nationaliteit  | Geboortedatum | Vorige club                   |
| ------------- | -------------------- | -------------- | ------------- | ----------------------------- |
| Keepers       |                      |                |               |                               |
| 1             | Khalid Fouhami       | Marokko        | 25-12-1972    | 2000-2001 SK Beveren          |
| 16            | Filip Šušnjara       | Kroatië        | 07-04-1978    | 1992-1999 NK Osijek           |
| 17            | Fabián Carini        | Uruguay        | 26-12-1979    | 2000-2002 Juventus            |
| 18            | Dimitri Habran       | België         | 22-08-1975    | 1997-1998 RRFC Montegnée      |
| Verdedigers   |                      |                |               |                               |
| 3             | Ivica Dragutinović   | Joegoslavië    | 13-11-1975    | 1996-2000 AA Gent             |
| 5             | Eric Van Meir        | België         | 28-02-1968    | 1996-2001 Lierse SK           |
| 7             | Aleksandar Mutavdžić | Joegoslavië    | 03-01-1977    | 1999-2002 Germinal Beerschot  |
| 11            | Gonzague Vandooren   | België         | 19-08-1979    | 2000-2001 Lierse SK           |
| 12            | Rabiu Afolabi        | Nigeria        | 18-04-1980    | 2000-2001 Napoli              |
| 13            | Godwin Okpara        | Nigeria        | 18-08-1971    | 1999-2001 Paris Saint-Germain |
| 19            | Önder Turacı         | Turkije        | 14-07-1981    | 2000-2002 La Louvière         |
| 25            | Joseph Enakarhire    | Nigeria        | 06-11-1982    | 1998-1999 Enugu Rangers       |
| 30            | Bart Vandepoel       | België         | 30-03-1982    | /                             |
| Middenvelders |                      |                |               |                               |
| 6             | Johan Walem          | België         | 01-02-1972    | 2000-2001 Udinese             |
| 8             | Harold Meyssen       | België         | 24-07-1971    | 2000 Wüstenrot Salzburg       |
| 10            | Almani Moreira       | Guinee-Bissau  | 16-06-1978    | 1999-2001 Boavista            |
| 14            | Fredrik Söderström   | Zweden         | 30-01-1973    | 2001-2002 FC Porto            |
| 15            | Jonathan Walasiak    | België         | 23-10-1982    | /                             |
| 22            | Bjørn Helge Riise    | Noorwegen      | 21-06-1983    | 2001-2003 Aalesunds FK        |
| 23            | Jinks Dimvula        | België         | 28-11-1982    | /                             |
| 24            | Mustapha Oussalah    | België         | 19-02-1982    | /                             |
| 28            | Grégory Rondeux      | België         | 08-05-1985    | /                             |
| Aanvallers    |                      |                |               |                               |
| 9             | Michaël Goossens     | België         | 30-11-1973    | 1997-1999 FC Schalke 04       |
| 20            | Ole Martin Årst      | Noorwegen      | 19-07-1974    | 1999-2000 AA Gent             |
| 21            | Ali Lukunku          | Congo-Kinshasa | 14-04-1976    | 1997-1998 AS Monaco           |
| 22            | Mohamed El Yamani    | Egypte         | 10-01-1982    | /                             |
| 26            | Cedric Olondo        | Congo-Kinshasa | 31-12-1982    | /                             |
| 29            | Antonio Caramazza    | België         | 22-03-1982    | /                             |
|               | Mohamed Tchité       | Burundi        | 31-01-1984    | 2002 Victory Sport Mukura     |
|               | Sébastien Grégoire   | België         | 25-02-1983    | /                             |

### Technische staf
| Functie         | Naam                | Nationaliteit | Opmerking                           |
| --------------- | ------------------- | ------------- | ----------------------------------- |
| Coach           | Robert Waseige      | België        | Ontslagen op 16 september 2002.     |
| Assistent-coach | Dominique D'Onofrio | België        | Hoofdcoach vanaf 16 september 2002. |
| Keeperstrainer  | Christian Piot      | België        |                                     |
| Physical coach  | Guy Namurois        | België        |                                     |
| Dokter          | Richard Maréchal    | België        |                                     |
| Dokter          | Nebojša Popović     | Joegoslavië   |                                     |
| Fysiotherapeut  | Milou Delsaer       | België        |                                     |

## Transfers

### Zomer

#### Inkomend
- Fabián Carini (Juventus) (huur)
- Fredrik Söderström (FC Porto) (huur)
- Mohamed Tchité (Victory Sport Mukura)
- Önder Turacı (La Louvière)
- Aleksandar Mutavdžić (Germinal Beerschot)

#### Uitgaand
- Laurent Wuillot (AC Ajaccio)
- Manu Godfroid (Rapid Boekarest)
- Régis Genaux (Udinese)
- Didier Ernst (La Louvière)
- David Brocken (Lommel SK)
- George Blay (KV Mechelen)
- Robert Špehar (NK Osijek)
- Jurgen Cavens (FC Twente) (huur)

### Winter

#### Inkomend
- Bjørn Helge Riise (Aalesunds FK)

### Uitgaand
- Dimitri Habran (KV Mechelen) (huur)
- Mohamed El Yamani (KV Mechelen) (huur)
- Antonio Caramazza (KV Mechelen) (huur)
- Sébastien Grégoire (KV Mechelen) (huur)
- Ali Lukunku (Galatasaray)

## Eerste Klasse

### Klassement
|         |    |                    | P  | W  | G | V  | +  | -  | DS  | Ptn |
| ------- | -- | ------------------ | -- | -- | - | -- | -- | -- | --- | --- |
| K (CL)  | 1  | Club Brugge        | 32 | 25 | 4 | 3  | 96 | 33 | +63 | 79  |
| (CL)    | 2  | Anderlecht         | 32 | 23 | 2 | 7  | 72 | 33 | +39 | 71  |
| (UEFA)  | 3  | Lokeren            | 32 | 18 | 6 | 8  | 69 | 51 | +18 | 60  |
|         | 4  | Sint-Truiden       | 32 | 16 | 8 | 8  | 63 | 44 | +19 | 56  |
|         | 5  | Lierse             | 32 | 16 | 8 | 8  | 51 | 41 | +10 | 56  |
|         | 6  | Genk               | 32 | 16 | 7 | 9  | 73 | 52 | +21 | 55  |
|         | 7  | Standard Luik      | 32 | 14 | 8 | 10 | 53 | 39 | +14 | 50  |
|         | 8  | AA Gent            | 32 | 15 | 2 | 15 | 49 | 55 | −6  | 47  |
|         | 9  | Mons               | 32 | 13 | 4 | 15 | 45 | 45 | +0  | 43  |
|         | 10 | Westerlo           | 32 | 12 | 4 | 16 | 39 | 46 | −7  | 40  |
|         | 11 | Beveren            | 32 | 12 | 2 | 18 | 52 | 69 | −17 | 38  |
|         | 12 | Antwerp            | 32 | 9  | 7 | 16 | 44 | 55 | −11 | 34  |
|         | 13 | Moeskroen          | 32 | 9  | 5 | 18 | 42 | 72 | −30 | 32  |
|         | 14 | Germinal Beerschot | 32 | 8  | 7 | 17 | 49 | 57 | −8  | 31  |
| (beker) | 15 | Louvière           | 32 | 7  | 9 | 16 | 34 | 44 | −10 | 30  |
|         | 16 | Charleroi          | 32 | 6  | 9 | 17 | 39 | 66 | −27 | 27  |
| D       | 17 | KV Mechelen        | 32 | 4  | 6 | 22 | 18 | 86 | −68 | 18  |
| /       | /  | Lommel             | 0  | 0  | 0 | 0  | 0  | 0  | 0   | 0   |

P: wedstrijden gespeeld, W: wedstrijden gewonnen, G: gelijke spelen, V: wedstrijden verloren, +: gescoorde doelpunten, -: doelpunten tegen, DS: doelsaldo, Ptn: totaal punten
K: kampioen, D: degradeert, (beker): bekerwinnaar, (CL): geplaatst voor Champions League, (UEFA): geplaatst voor UEFA-beker

## Afbeeldingen

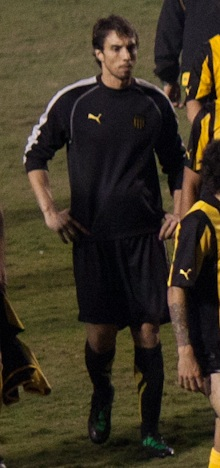
Fabián Carini (doelman)
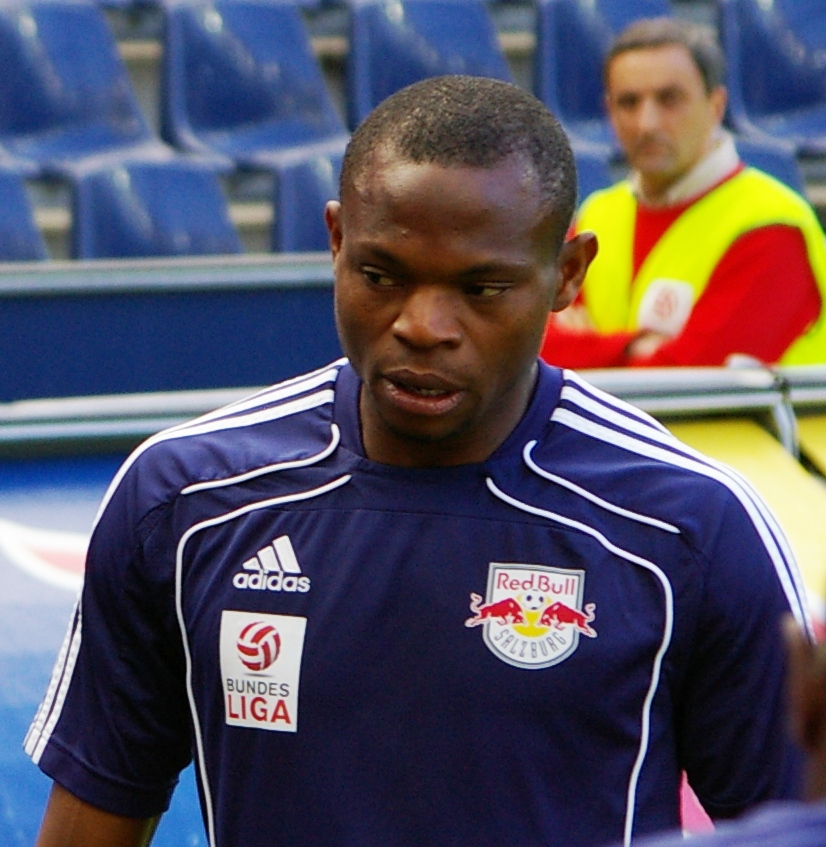
Rabiu Afolabi (verdediger)
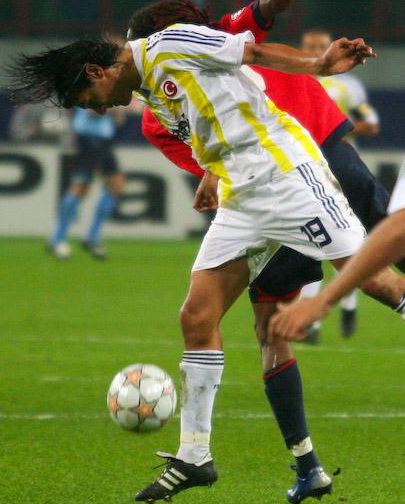
Önder Turacı (verdediger)
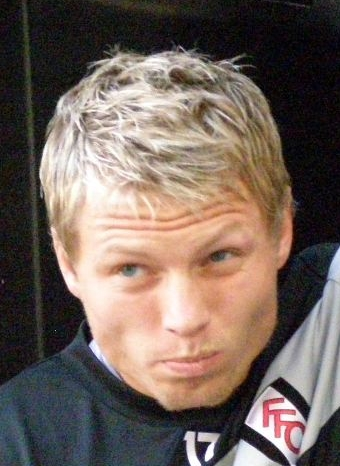
Bjørn Helge Riise (middenvelder)
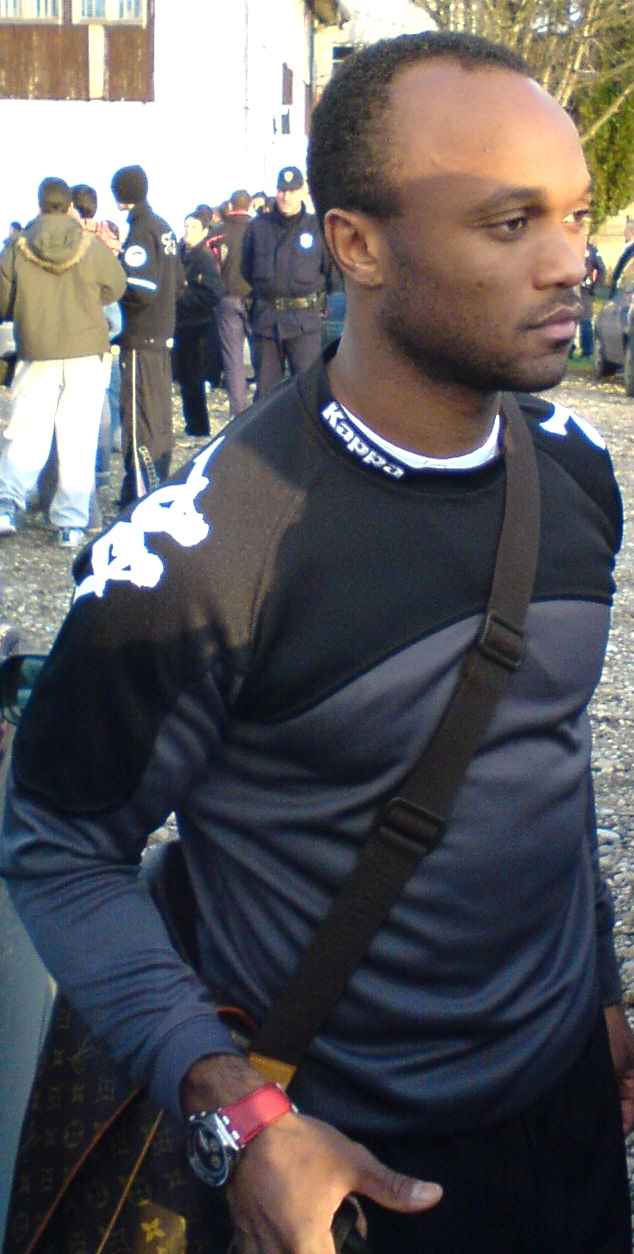
Almani Moreira (middenvelder)
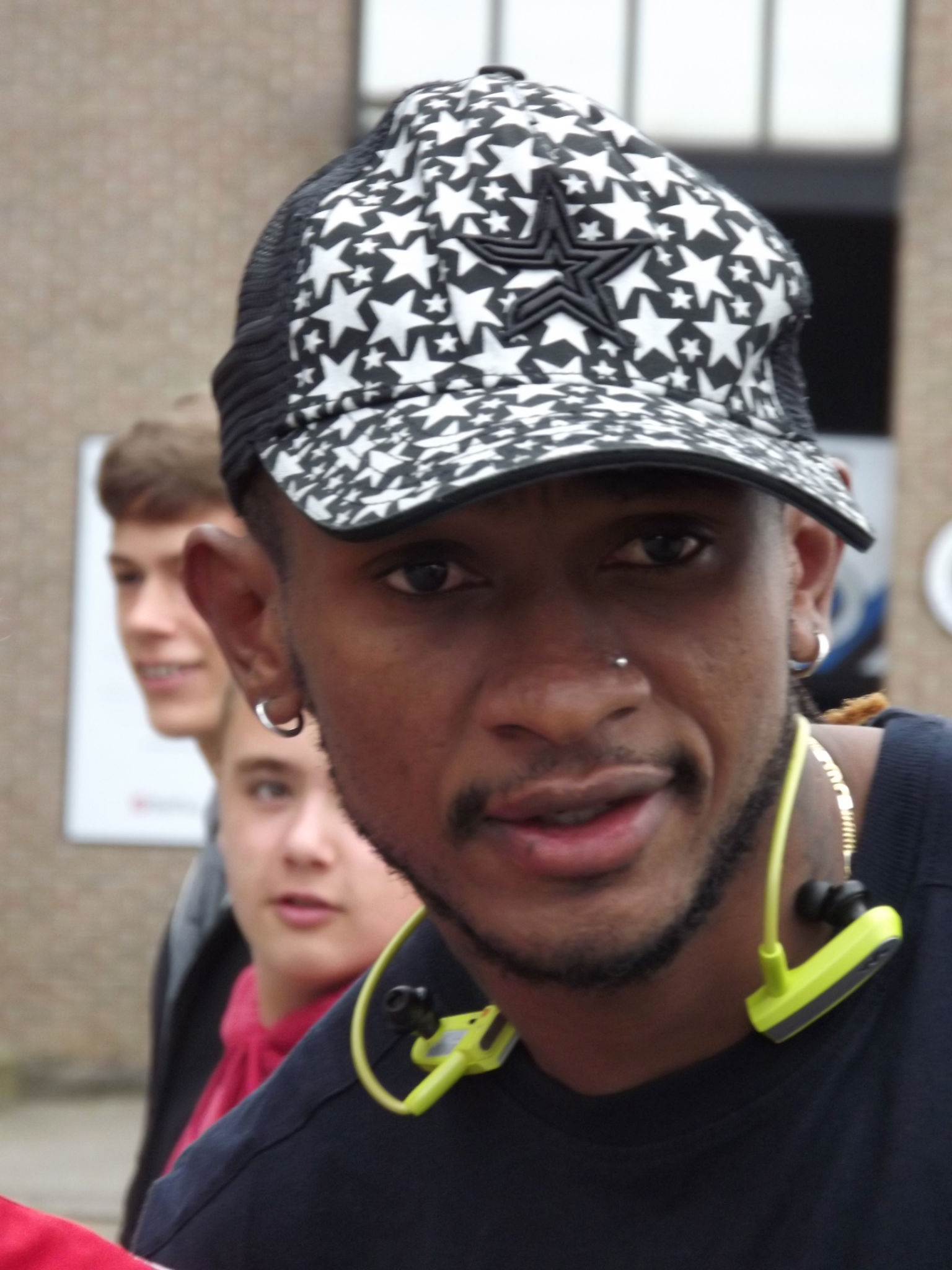
Mohamed Tchité (aanvaller)